# Catherine Laboubée
 (septembre 2021).
Si vous disposez d'ouvrages ou d'articles de référence ou si vous connaissez des sites web de qualité traitant du thème abordé ici, merci de compléter l'article en donnant les références utiles à sa vérifiabilité et en les liant à la section « Notes et références ».
Catherine Laboubée, née le 4 mai 1955 à Rouen, est une écrivaine et une historienne française.

## Biographie
Catherine Laboubée fait deux années d'études de médecine avant de se tourner vers l'histoire médiévale. Titulaire d'une maîtrise , elle enseigne l'Histoire de l'art dans différents établissements et à différents publics jusqu'en 1994. Historienne passionnée, elle se spécialise ensuite dans l'écriture de biographies, en particulier consacrées à la transmission de la mémoire des familles et des collectivités.
Elle se consacre également à l'écriture de livres d'histoire, avec celle de la résistante Suzanne Savale, autour d'un cahier où cette dernière a retranscrit ses souvenirs de prison et de déportation.
En 2012, elle publie La Fille de Falaise et L'Arbre en marche, deux tomes assemblés sous le titre La Belle et le Magnifique, où elle conte la vie des parents de Guillaume le Conquérant.
Au printemps 2013, elle publie Too much class... Dogs, l'histoire, où elle retrace le parcours du groupe de rock français, Dogs, dont le leader était son frère, Dominique Laboubée,,.
Elle a été récompensée du prix Jean Lorrain par l'Académie des belles lettres de Fécamp en 2003 pour Une petite fille dans Fécamp en guerre. 
La Fille de Falaise a reçu le prix d'Histoire de la Ville d'Aumale en 2012.
Elle est membre de la Société des auteurs de Normandie.
Elle participait à quelques rares salons où elle vendait ses ouvrages comme le "quai des livres" à ROUEN jusqu'en 2022 depuis, elle est à la retraite (graves problèmes de santé, etc.).